# Spelljammer: Pirates of Realmspace
Spelljammer: the Pirates of Realmspace ist ein Computer-Rollenspiel von Cybertech Systems für MS-DOS, das 1992 veröffentlicht wurde. Es gehört zu den Lizenzspielen des amerikanischen Publishers SSI, die auf der Rollenspiellizenz Dungeons & Dragons aufbauen, und das Kampagnenszenario Spelljammer aus der zweiten Regelwerksedition Advanced Dungeons & Dragons verwendet.

## Handlung
Das Spelljammer-Kampagnenset ermöglicht Reisen zwischen verschiedenen Welten. Spelljammer sind dabei Schiffe, die mit Hilfe von Magie durch den als Wildspace bezeichneten Weltraum zwischen den Planeten reisen können. Dieser Weltraum ist nicht endlos, sondern durch Kristallsphäre begrenzt. Dahinter befindet sich das Phlogiston, ein Bereich, der von den Spelljammern nicht durchflogen werden kann.
Die Spelljammer-Schiffe erinnern an Segelschiffe, die von großen Sauerstoffblasen umhüllt sind. Der Spieler übernimmt die Rolle eines jungen Spelljammer-Kapitäns, der das Schiff erst kurz zuvor von einem alten Kapitän erworben hat und nun von Toril aufbricht, um sich in seiner Kristallsphäre mit den acht bereisbaren Welten einen Namen zu machen. Er kann freien Handel zwischen den Planeten treiben oder einfache Aufträge übernehmen, wie z. B. Transporte von Personen und Waren, die Bekämpfung von Piraten und die Bewachung der Flugrouten. Der Spieler baut sich dadurch allmählich einen Ruf in der Spielwelt auf, die dazu führen kann, dass er für eine angefragt wird, einen Eroberungsfeldzug der spinnenartigen Neogi zu verhindern, der eine große Gefahr für den Realmspace darstellt.

## Spielprinzip
Der Spieler erstellt zu Beginn einen wahlweise männlichen oder weiblichen Spelljammer-Kapitän der Charakterstufe 5. Als Klasse stehen Kleriker, Kämpfer, Waldläufer, Paladin, Magier und Dieb zur Auswahl. Als Rasse kann der Spieler zwischen Mensch, Halbling, Halb-Elf, Gnom, Elf und Zwerg wählen. Die Charakterwerte werden automatisch ausgewürfelt, der Spieler kann sie lediglich vollständig neu auswürfeln.
Alle weiteren Begleiter der Heldengruppe müssen im Spielverlauf rekrutiert werden. Das Spiel besitzt im Kern drei Phasen, den Weltraumflug einschließlich Schiffsgefechte, den Enterkampf und den Aufenthalt auf Planeten. Auf Planeten kann der Spieler via Textmenüs Waren kaufen und verkaufen, sein Schiff reparieren und einen anderen von zwölf Schiffstypen erwerben oder die Ausrüstung ergänzen und Aufträge annehmen. Der Handel ist ein wichtiger Bestandteil des Spielverlaufs, um Geld zu erlangen.
Den Weltraum zum nächsten Planetenziel durchfliegt der Spieler in einer 3D-Cockpitansicht. Der Flug kann wahlweise mit Hilfe eines Autopiloten automatisiert werden oder der Spieler steuert sein Schiff direkt durchs All. Stößt er auf andere Schiffe, kann er mit ihnen kommunizieren, handeln oder in Echtzeit kämpfen. Obwohl im dreidimensionalen Raum angesiedelt, kann das Schiff nicht im Raum auf- oder absteigen, sondern bewegt sich ähnlich wie in einem Seegefecht auf einer Ebene. Beim Kampf kommen Ballisten und Katapult zum Einsatz, mit denen man sein Schiff bestücken kann. Mit ihnen kann der Spieler verschiedene Ziele wie die Takelage, der Rumpf oder die Mannschaft anvisieren. Die Reduktion der Mannschaft erleichtert den möglichen Enterkampf, zum Entern muss das eigene Schiff ausreichend nahe an das gegnerische Schiff angenähert werden.
Beim Entern schaltet das Spiel in eine Überblicksperspektive und der Kampf wird rundenbasiert durchgeführt. Der Spieler steuert seinen Kapitän und die Offiziere, der Kampf entspricht dem der Gold-Box-Serie und anderer rundenbasierter Rollenspiel-Kampfsysteme.

## Rezeption
„Spelljammer ist eine brisante Mischung aus einigen echten Klassikern. So finden wir bei Spelljammer Spielelemente aus Elite, Anleihen bei Pirates und eine dicke Portion AD&D. Glücklicherweise haben die Programmierer genau das richtige Mischungsverhältnis getroffen.“

“As it stands, SJammer is a product with a good deal of promise, thwarted by an unfortunate number of defects.”

„Wie es sich derzeit präsentiert, ist SJammer ein vielversprechendes Produkt, das von einer unglücklichen Zahl an Fehlern ausgebremst wird.“

Sowohl Allen Rausch von GameSpy, als auch Andrew Park & Elliott Chin von Gamespot hoben in ihren Retrospektiven die zahlreichen technischen Probleme hervor, die den Spielspaß erheblich eingeschränkt hätten.